# Ponte Fehmarnsund

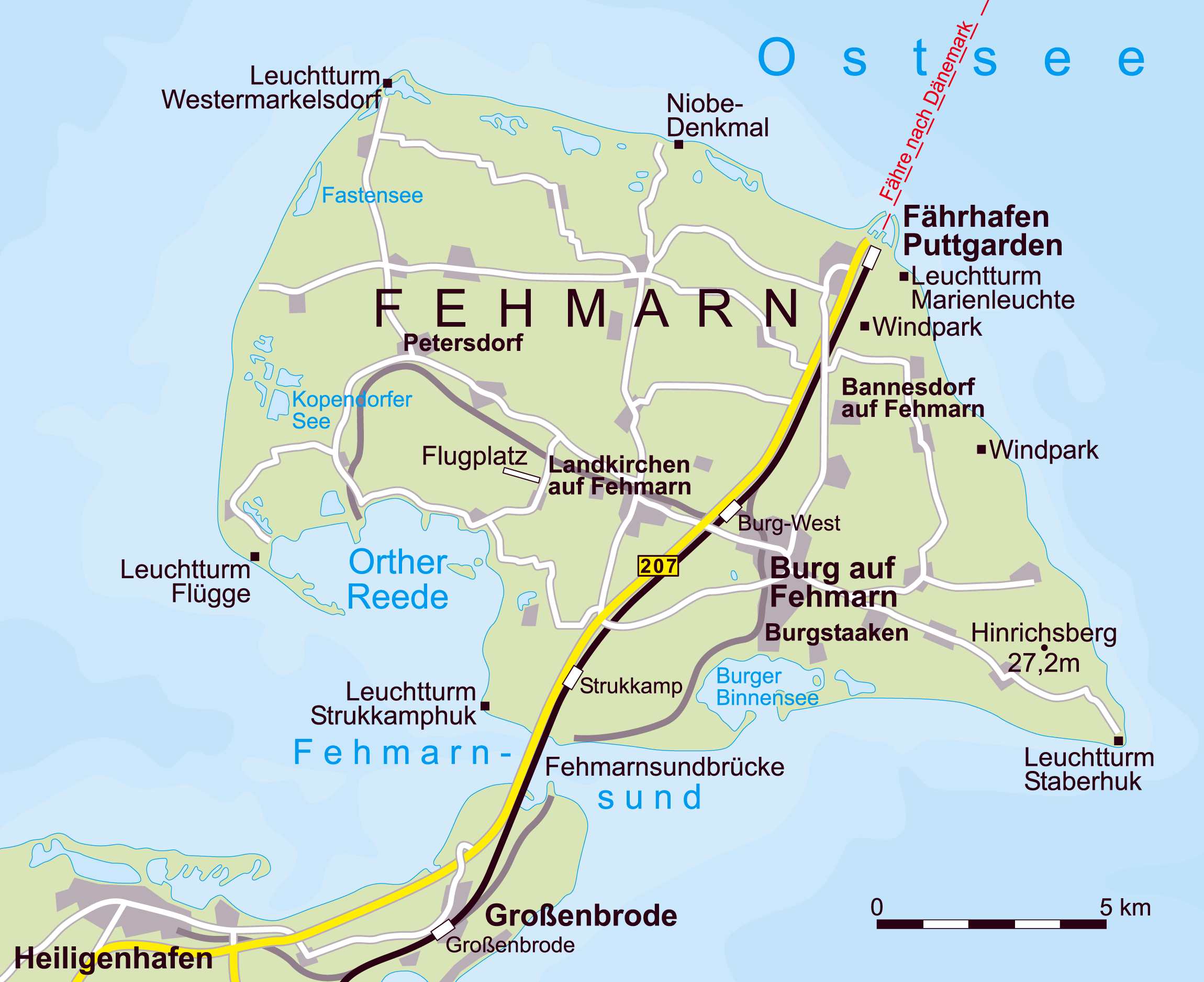
Mapa da ilha de Fehmarn.

A ponte Fehmarnsund (em alemão:  Fehmarnsundbrücke) é uma ponte rodoviária e ferroviária, que liga a ilha de Fehmarn no mar Báltico com o norte da Alemanha.
Inaugurada a 30 de abril de 1963, a Ponte Fehmarnsund veio reduzir significativamente o tempo médio de viagem para as pessoas que desejavam entrar ou sair da ilha, sendo que antes da ponte ser construída dispunham apenas de um serviço de ferry. Consequentemente o tráfego existente entre Hamburgo e Copenhaga tornou-se mais acessível.
A ponte estende-se por 963 metros de comprimento e 1300 metros de envergadura sobre o Fehmarnsund. Os restantes 337 metros consistem em rampas em ambos os lados. O vão livre principal tem 240 metros de largura e eleva-se a uma altura de 23 metros acima do nível do mar, possibilitando a navegação de barcos. É uma estrutura de aço com 21 metros de largura, dos quais seis metros são utilizados pela Deutsche Bahn. O arco tem uma extensão de 268,5 metros e cerca de 268,5 metros de comprimento e eleva-se a 45 metros acima do ponto mais alto da estrada.
Atualmente em construção, a ligação fixa do Fehmarn Belt é uma ponte-túnel para atravessar a barreira natural do estreito de Fehmarn, entre a Alemanha e a Dinamarca, constituindo um futuro elemento‑chave para completar o eixo Norte‑Sul europeu. O projeto de itinerário que contempla a ligação permanente a Øresund, recentemente concluído, tem por objetivo a travessia de um estreito de 19 km de extensão.